# Wilhelm Ehgartner
Wilhelm Ehgartner (* 23. Februar 1914 in Graz; † 9. November 1965 in Wien) war ein österreichischer Anthropologe. Er erforschte auch fossile Hominide.
Ehgartner studierte an der Universität Wien Anthropologie und Urgeschichte und wurde 1939 zum Dr. phil. promoviert. Von 1943 bis 1951 war er am Anthropologischen Institut der Universität Wien als wissenschaftliche Hilfskraft bzw. Assistent angestellt. Von 1940 bis 1945 nahm er als Offizier der Wehrmacht am Zweiten Weltkrieg teil. Von 1951 bis 1965 arbeitete er als wissenschaftlicher Beamter am Naturhistorischen Museum Wien. Zuletzt war er dort Direktor der Anthropologischen Abteilung. 1957 habilitierte er sich an der Universität Wien für physischer Anthropologie. Ehgartner wurde auf dem Wiener Zentralfriedhof bestattet.

## Veröffentlichungen (Auswahl)
- Fossile Menschenaffen aus Südafrika. Australopithecinae. In: Mitteilungen der Anthropologischen Gesellschaft in Wien 80, 1950, S. 157–212.
- Rudolf Routil †.  In: Annalen des Naturhistorischen Museums in Wien 60, 1955, S. 1–4 (zobodat.at [PDF; 1,1 MB]).
- Die menschlichen Skelette aus der österreichischen Grabung in Ägyptisch-Nubien 1961/62.  In: Annalen des Naturhistorischen Museums in Wien 65, 1962, S. 333–336 (zobodat.at [PDF; 8,5 MB]).